# Quod iam diu
Quod iam diu (en español, "Lo que hace tanto tiempo"), es la tercera encíclica de Benedicto XV, fechada el 1 de diciembre de 1918, en la que prescribe oraciones públicas por el congreso de paz.

## La convocatoria de la Conferencia de paz de París
Tras el armisticio que el 11 de noviembre de 1918 dio fin a la Primera Guerra Mundial, las potencias vencedoras convocaron una conferencia de paz que, finalmente daría comienzo en París, el 18 de enero de 1919, bajo la dirección del Comité de los Cuatro, Wilson, por Estados Unidos; Clemaceau por Francia, Lloyd George, por Reino Unido, y Orlando por Italia. Las reuniones, a las que las potencias derrotadas no fueron invitadas, contaron con la asistencia de delegados de 27 naciones y con representantes de muchos grupos no gubernamentales.
Sin embargo, a pesar de las gestiones realizadas por la Santa Sede, no se permitió la presencia de ningún representante de la Iglesia. Esto no debió ser ninguna sorpresa para el papa que había visto como eran rechazados sus propuesta para acabar con la guerra o al menos mitigar su efectos. El tratado de Londres (26 de abril de 1915) por el que Italia entraba en la guerra uniéndose a Francia y Gran Bretaña, recogía la exigencia italiana de excluir a la Iglesia de cualquier propuesta de paz; tampoco los catorce puntos que contiene el plan de paz presentado por W.Wilson el 8 de enero de 1918, resultaba compatible con los deseos del papa de alcanzar una verdadera pacificación entre las naciones.
En esta situación, Benedicto XV expone en la carta los únicos de pacificación que no pueden ser obstaculizados por las potencias vencedoras: en primer lugar la súplica confiada a Dios, y junto a esto la petición a los católicos para que acepten y cumplan los acuerdos para la paz que se tomen en la conferencia que va a celebrarse.

## Contenido de la encíclica
Quod iam diu orbis terrarum anxie expetebat, quod christianae gentes omnes magnis precibus implorabant, quod Nos, ut communium dolorum interpretes, paterno erga omnes studio instanter quaerebamus, id momento factum cernimus ut arma tandem conquieverint. Nondum quidem crudelissimo bello finem solemnis pax imposuit; sed tamen pactio illa, qua caedes et vastationes terra mari caeloque intermissae sunt, ianuam aditumque ad pacem feliciter patefecit.
Lo que ansiosamente, tanto tiempo ha, venía pidiendo el mundo entero, lo que todo el pueblo cristiano suplicaba al cielo con fervientes plegarias, lo que tanto buscábamos Nos sin tregua ni descanso, como intérprete de los comunes dolores, por el amor paternal que hacia todos sentíamos, he aquí que en un momento se ha realizado. Ha cesado la lucha. Es cierto que aún no ha venido la paz solemne a poner término a la guerra, pero al menos el armisticio que ha interrumpido el derramamiento de sangre, y la devastación en la tierra, en el aire y en el mar, ha dejado felizmente abierto el camino para llegar a la paz.
Inicio de la encíclica Quod iam diu

Tras expresar su alegría que supone para todos el fin de las guerra, el papa eleva el pensamiento a Dios, que movido a misericordia ha atendido del oración de todos los justos y ha permitido que la humanidad quede libre del dolor y sufrimiento de la guerra. Manifiesta también su alegría de que, por este motivo y en todo el mundo católico, se han realizado abundantes manifestaciones públicas de piedad.
No obstante, señala la encíclica, ahora es necesario que el congreso en que se reunirán los responsables de las naciones para concertar una paz justa y permanente alcance su objetivo; ciertamente la dificultad de los problemas a los que ha de enfrentarse supera los que ha debido de resolver cualquier congreso celebrado hasta ahora. Por esto necesitan de la ayuda divina,
Se trata de una cuestión vital pare el género humano, por ellos todos los católicos, sin excepción, movidos por la fe que profesan deben alcanzar con sus ruegos, para los delegados que acudirán a ese congreso, "la sabiduría que asiste al trono del Señor". Por esto el papa pide a los obispos que se apresuren a ordenar que en todas las parroquias de sus diócesis se hagan oraciones públicas para que el Padre de las luces se muestre propicio antes nuestras suplicas.

Por lo que a Nos toca, como Vicario, aunque sin merecerlo, de Jesucristo, “Rey pacífico”, procuraremos con todo el poder y autoridad de Nuestro cargo apostólico, que todos los acuerdos tomados para la paz y concordia perpetuas del mundo, sean por todos los nuestros de buen grado recibidos e inviolablemente cumplidos.
Encíclica Quod iam diu, final.

Tras estas palabras el papa, como prenda de las gracias del Cielo, imparte la bendición apostólica a los obispos, al clero y al pueblo.